# Dear... (タイナカサチのアルバム)
「Dear...」（ディアー）は、タイナカサチのファーストアルバム。初回限定盤はミニ写真集付スリーブケース仕様だった。同年4月には今作を引っさげて関東・関西にてライヴを行った。デビューシングル「disillusion」及びセカンドシングル「きらめく涙は星に」は2曲をメドレー形式にし、オーケストラアレンジにて収録されている、またタイナカ自身もピアノで演奏参加もしている。

## 収録曲
- 作詞・作曲：タイナカサチ（特記以外）

1. プロローグ～Trust you～（Instrumental）
  - 作曲：タイナカサチ、編曲：羽毛田丈史
2. 最高の片想い
  - 編曲：藤井丈司・小山晃平
  - 3rdシングル、NHK衛星第2テレビアニメ『彩雲国物語』エンディングテーマ
  - tvk・CS GyaO他『アニメTV』エンディングテーマ
3. 笑顔が戻ってきた!!!
  - 編曲：中村太知
4. Cry
  - 編曲：中村太知
5. それでも
  - 編曲：中村太知
6. アリの夢
  - 編曲：渡辺善太郎
  - アリが空を飛ぶ鳥に恋をすると言うコミカルな歌詞になっている。
7. 独り占めしたい
  - 編曲：山本隆二
8. Happy Song
  - 編曲：渡辺善太郎
9. 会いたいよ。
  - 編曲：安部潤
  - 4thシングル、日本テレビ系『歌スタ!!』1月度エンディングテーマ
  - KBCテレビ『ドォーモ』2月度エンディングテーマ
  - tvk・CS GyaO他『Anime-TV』エンディングテーマ
10. Symphony of Fate disillusion〜きらめく涙は星に
  - disillusion

作詞：芳賀敬太、作曲：NUMBER201、編曲：朝川朋之
  - きらめく涙は星に

作詞：芳賀敬太、作曲：KATE、編曲：朝川朋之
11. mother
  - 編曲：安部潤